# Grete Rader-Soulek
Grete Rader-Soulek (* 4. November 1920 als Margarethe Rader in Wien; † 14. Dezember 1997 ebenda) war eine österreichische Textilkünstlerin, Malerin und Designerin.

## Leben
Grete Rader studierte an der damaligen Reichshochschule (nach Kriegsende Hochschule) für angewandte Kunst in Wien bei Oswald Haerdtl und erlangte mit Studienabschluss den akademischen Grad Mag. art. Von 1947 bis 1959 unterrichtete sie an der Modeschule der Stadt Wien in Hetzendorf. 1948 verehelichte sie sich mit dem späteren Ordentlichen Hochschulprofessor Architekten und Designer Alfred Soulek (1909–1994). Am 1. Oktober 1959 wurde sie zunächst im Rahmen eines Lehrauftrages an der Akademie für angewandte Kunst in Wien (ab 1970 wieder in Hochschule umbenannt) verpflichtet, 1968 wurde sie zur Außerordentlichen Hochschulprofessorin, und mit Wirksamkeit vom 1. Oktober 1976 zur Ordentlichen Hochschulprofessorin ernannt, in welcher Eigenschaft sie bis zu ihrer Emeritierung im Jahr 1988 die Leitung der Meisterklasse für dekorative Gestaltung und Textil (später Meisterklasse für Tapisserie) innehatte. Ergänzend dazu führte sie von 1975 bis 1983 den Lehrgang für Gobelintechnik. Sie war auch seit ihrer Studienzeit als Malerin und in der Möbel- und Spielzeuggestaltung tätig. Ihr malerisches Werk – ausschließlich ungegenständlich – umfasst etwa 2000 Arbeiten, davon sind ca. 500 großformatige Ölbilder.
Rader-Soulek wurde am Hietzinger Friedhof bestattet.